# 304 Olga
304 Olga (mednarodno ime je tudi 304 Olga) je asteroid tipa C (po Tholenu) v glavnem asteroidnem pasu. 

## Odkritje
Asteroid je odkril avstrijski astronom J. Palisa 14. februarja 1891 na Dunaju .

## Lastnosti
Asteroid Olga obkroži Sonce v 3,72 letih. Njegova tirnica ima izsrednost 0,221, nagnjena pa je za 15,838° proti ekliptiki. Njegov premer je 67,86 km, okoli svoje osi se zavrti v 18,36   h .